# Samnorsk

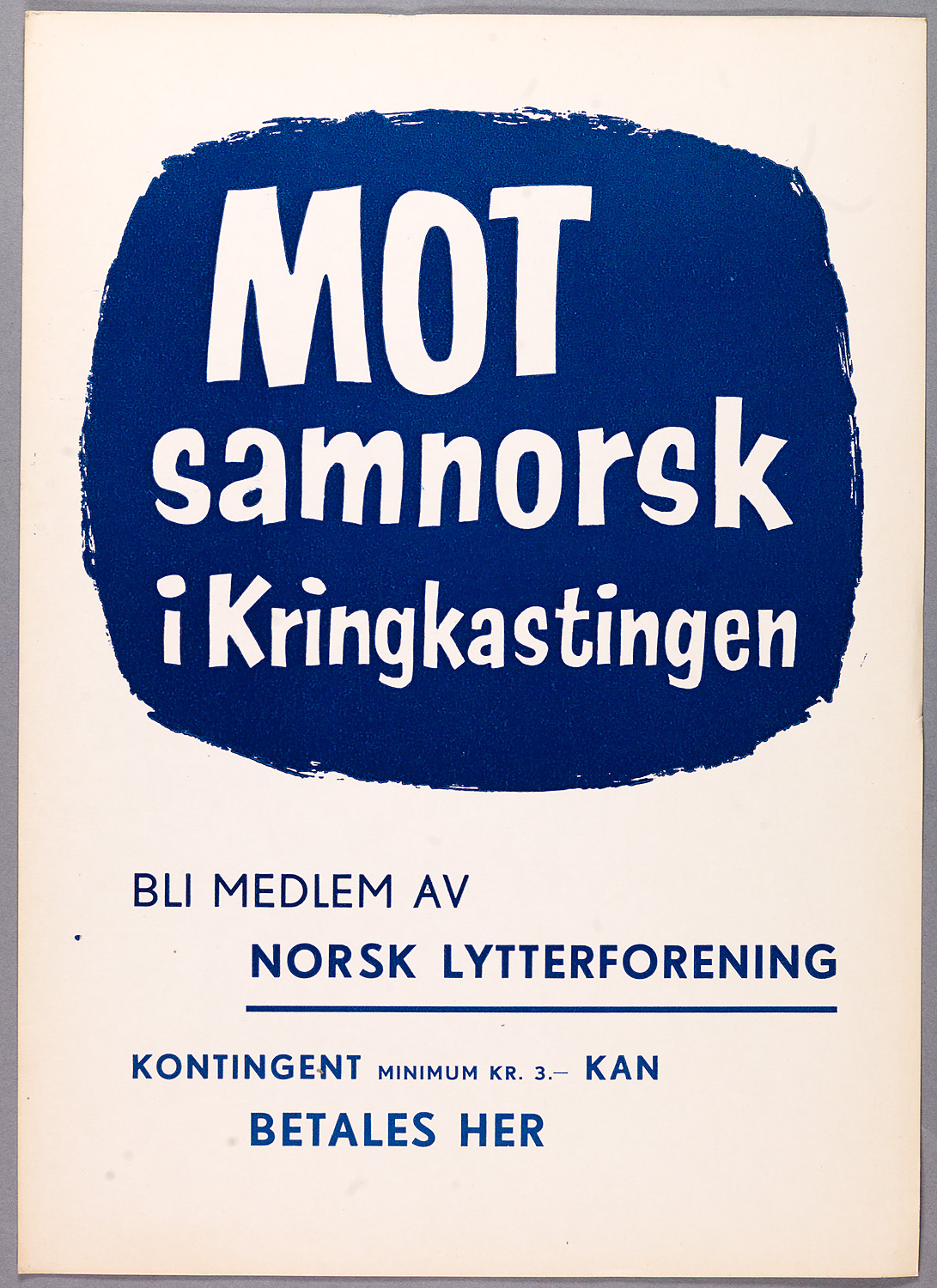
Plakat des Norwegischen Radiohörervereins: „Gegen Samnorsk im Rundfunk“ (1955).

Samnorsk („gemeinsames Norwegisch“) bezeichnet eine geplante Sprache und eine Sprachpolitik in Norwegen, die vor allem in den 1950er und 1960er Jahren vorherrschend war.
Ziel war die Schaffung einer gemeinsamen norwegischen Sprache durch die Mischung der beiden offiziellen Sprachen Bokmål und Nynorsk.
Das Samnorsk wurde jedoch von der Bevölkerung massiv abgelehnt, und Gegner der Politik organisierten die Elternaktion gegen Samnorsk. In den 1950er Jahren war der Streit um Samnorsk eines der wichtigsten politischen Themen und wurde erbittert geführt. Die offizielle Politik greift die Idee für ein Samnorsk heute nicht mehr auf.
Durch sprachliche Reformen (1981, 2003) wurde das offizielle Bokmål liberalisiert und wieder dem Riksmål stark angenähert.
Abwertend wird „Samnorsk“ auch noch heute als Bezeichnung für „radikales“ Bokmål, das Nynorsk oder dialektale Ausdrücke enthält, benutzt.
Im Roman Ein Feuer auf der Tiefe des amerikanischen SF-Autors Vernor Vinge wird Samnorsk zu einer verbreiteten Umgangssprache in den Weltraumkolonien einer fernen Zukunft.